# فرودگاه شهری بلومفیلد (نبرسکا)
فرودگاه شهری بلومفیلد (نبرسکا) (به انگلیسی: Bloomfield Municipal Airport (Nebraska)) یک فرودگاه همگانی بهره‌برداری هوایی است که یک باند فرود آسفالت دارد و طول باند آن ۸۲۳ متر است. این فرودگاه در کشور ایالات متحده آمریکا قرار دارد و در ارتفاع ۵۱۰ متری از سطح دریا واقع شده‌است.